# 大口清定
大口 清定（おおぐち きよさだ、生没年不詳）は、戦国時代 / 安土桃山時代ごろの武将。初名・大河内清定。官位は正六位下・式部丞。織田家臣。本姓は藤原。

## 人物
伊勢国大口郷の土豪・大口氏の大口内膳正の子に生まれる。尾張国に赴き、織田弾正忠家の織田信長に仕える。本能寺の変後は信長の次男である織田信雄に仕えたとされる。信雄の配下として子の大口清古とともに朝鮮の陣に出陣したとされる。後に子の清古は大坂の陣に出陣し阿波徳島藩に仕えたとされ、その子孫は代々阿波徳島藩に仕えた。大口氏は、藤原鎌足（中臣鎌足）の子孫である藤原秀郷の末裔とされ、伊勢国大口郷に本拠を置く。大河内姓を名乗ったが、北畠家諸流の大河内氏や、摂津源氏流大河内氏の一族ではない。

## 系譜
- 父：大口内膳正
- 生母不明の子
  - 男子：大口清古
  - 男子：某
  - 男子：某（仕松平越前守）